# Heptansäuremethylester
Heptansäuremethylester ist eine chemische Verbindung aus der Gruppe der Carbonsäureester.

## Vorkommen
Heptansäuremethylester wurde in Ananas, Hardy Kiwis und Salakfrüchten, sowie Preiselbeeren, Papaya, Brombeeren, Erdbeeren, Erbsen, Pfeffer, Parmesan, Hopfenöl, Weißwein, Oliven, Sternfrüchte, Malz, Bourbon-Vanille, Bergpapaya, Endivien, Nektarine, Kopfsalat, Muscheln, Affenorange und Rooibos-Tee (Aspalathus linearis) nachgewiesen.

## Gewinnung und Darstellung
Heptansäuremethylester kann durch Reaktion von Heptansäure mit Methylalkohol in Gegenwart von Salzsäure oder Schwefelsäure gewonnen werden.

## Eigenschaften
Heptansäuremethylester ist eine farblose Flüssigkeit mit fruchtigem Geruch, die praktisch unlöslich in Wasser ist.

## Verwendung
Heptansäuremethylester wird als Aromastoff verwendet.

## Sicherheitshinweise
Die Dämpfe von Heptansäuremethylester können mit Luft ein explosionsfähiges Gemisch (Flammpunkt 52 °C) bilden.